# Mariendalsvej
Mariendalsvej er en gade på Frederiksberg i København, der går fra Falkoner Allé i sydøst til Ringbanen i nordvest. På det første stykke fra Falkoner Allé til Nordre Fasanvej går gaden gennem Mariendalsvej-kvarteret, mens resten går gennem kvarteret Fuglebakken. Midt i sidstnævnte kvarter passerer gaden Kristian Zahrtmanns Plads.
Gaden fik sit navn i 1883 efter landejendommen Mariendal, der lå nær gadens begyndelse. Ejendommen blev erhvervet af forretningsmanden Niels Josephsen, der udstykkede den. En række af de byggegrunde, der opstod på den måde, blev givet til stiftelser eller solgt på meget favorable vilkår.

## Bygninger og beboere
Hjem for arbejdsdygtige blinde Kvinder i nr. 30 er fra 1900 og blev tegnet af David Wilhelm Leerbeck. Post- og Telegrafembedsmændenes Stiftelse i nr. 38-40 blev opført i 1902 efter tegninger af Thorvald Bindesbøll for at skaffe boliger til ansatte ved Post- og Telegrafvæsenet. Kommunelærerindernes bygning fra 1900 blev tegnet af Anton Haunstrup. Stiftelse for Handelsrejsende i nr. 36 blev opført i 1949 efter tegninger af Arthur Wittmaack for at skaffe boliger til handelsrejsende.
Mariendalsvej 62-64 blev opført i 1905 efter tegninger af Ulrik Plesner. Som noget dengang nyt havde den kun en trappe, der til gengæld var brandsikret og bredere end normalt. Det vakte dog nogen forargelse, at bude og tiggere på den måde kom til at benytte samme trappe som husets beboere og ikke bagtrappen, som det var normalt dengang.
Villaen på Mariendalsvej 77 blev tegnet af Hans Koch i samarbejde med Carl Petersen for Harald Moltke i 1912. Hans Koch tegnede også Kristian Zahrtmanns villa på Kristian Zahrtmanns Plads fra 1913.
På hjørnet af Mariendalsvej 41 og Kronprinsesse Sofies Vej ligger Præsteenkehjemmet fra 1902.

## Mariendalsvej Remise og Garage
I 1884 etablerede Falkoneralléens Sporvejsselskab en remise på Mariendalsvej 21, da de begyndte driften med hestesporvogne. Remisen var anlagt midt på grunden og omfattede oprindeligt fire spor i midten og stalde i tilbygninger på begge sider. Ved Mariendalsvej opførtes der to villaer til henholdsvis kontor og tjenestebolig og i den modsatte ende ved Dronning Olgas Vej var der smedje, sygestald og saltskur. Remiseanlægget blev efterfølgende udvidet i forbindelse med udvidelser af driften i 1888 og 1894.
I 1897 indgik selskabet i Frederiksberg Sporvejs- og Elektricitets Aktieselskab (FSEA). Det nye selskab erstattede i 1899-1900 hestesporvognene med elektriske sporvogne, der fik til huse i den nye Allégade Remise. Mariendalsvej Remise benyttedes derefter til overflødige hestesporvogne, indtil de sidste blev solgt i 1902. FSEA drev imidlertid også en linje med hesteomnibusser ad Strøget, der blev flyttet til remisen i 1903. I 1913 blev hesteomnibusserne erstattet af motorbusser, og i den forbindelse blev der indrettet garage i remisen og værksteder i de tidligere stalde. I 1915 ombyggedes anlægget igen, så der nu kunne holde elektriske sporvogne i de gamle staldbygninger ved siden af busserne. Remisen fulgte med, da Københavns Sporveje overtog driften af de frederiksbergske sporveje i 1919. Remisen blev brugt til drift med sporvogne indtil 1936.
Buslinjen blev ført videre af Københavns Sporveje som linje 11 fra 1919 men stadig med garage på Mariendalsvej indtil 1925. Efter en istandsættelse ni år efter blev anlægget til garage for linje 21, da den blev oprettet i 1934. Efter at sporvogne var flyttet ud i 1936, ombyggedes anlægget et par gange omkring 1937, så der blev plads til flere busser. Under Besættelsen i 1940-1945 fungerede Mariendalsvej som Københavns Sporvejes eneste driftsgarage. Efter Besættelsen blev garageanlægget benyttet af flere forskellige buslinjer. De flere og større busser gav imidlertid pladsmangel, ligesom der var dårlige værkstedsforhold. I 1965 blev anlægget så erstattet af den nye Ørnevej Garage. Derefter blev de gamle remise- og garagebygninger revet ned. Nu ligger Mariendalshallen på stedet, hvor der dyrkes badminton, floorball, tennis og kampsport.